# 995 Sternberga
Sternberga (asteroide 995) é um asteroide da cintura principal com um diâmetro de 31,62 quilómetros, a 2,1752498 UA. Possui uma excentricidade de 0,1679287 e um período orbital de 1 543,88 dias (4,23 anos).
Sternberga tem uma velocidade orbital média de 18,42122262 km/s e uma inclinação de 13,06323º.
Esse asteroide foi descoberto em 8 de Junho de 1923 por Sergei Belyavsky.